# Theodor-Fontane-Archiv

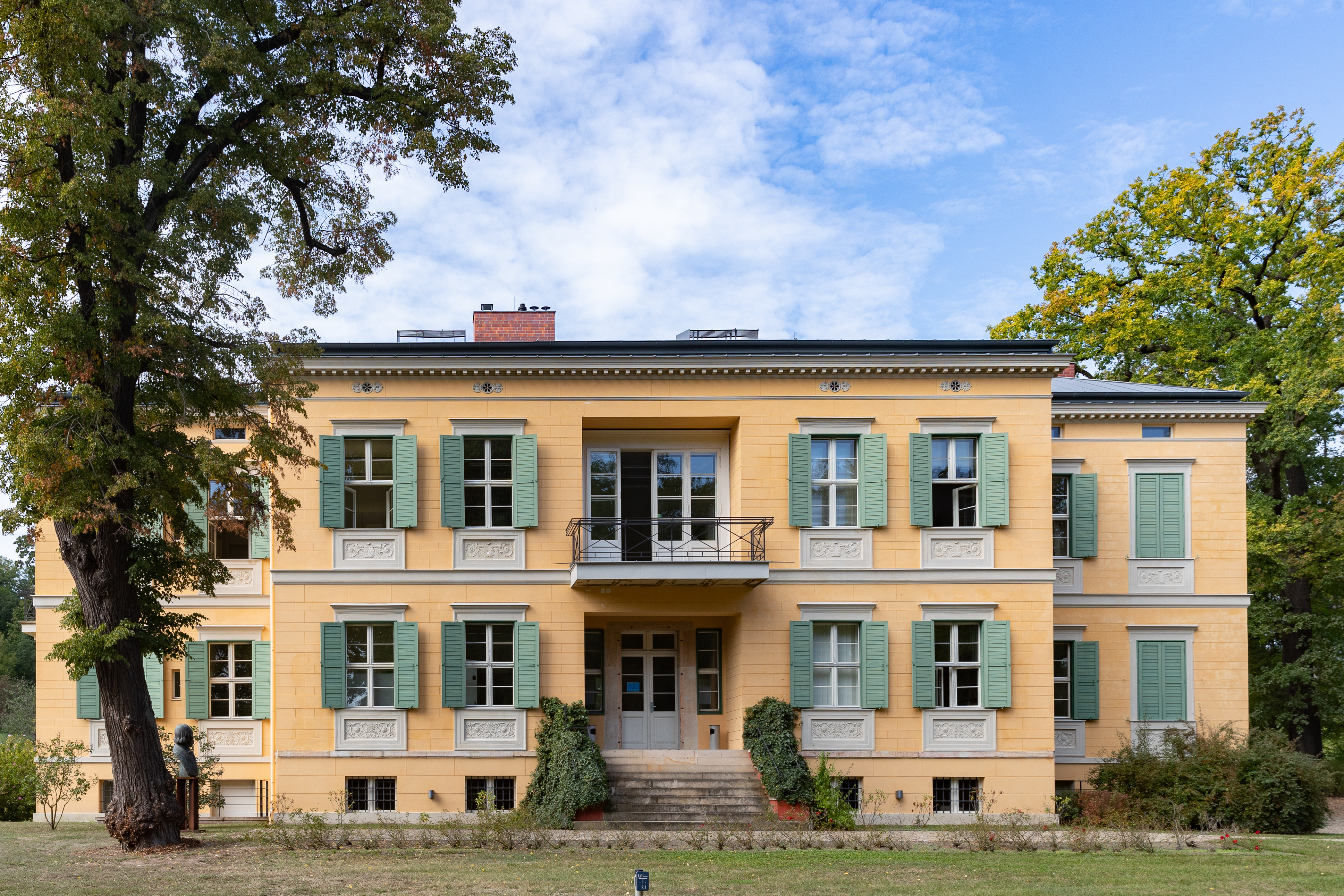
Villa Quandt auf dem Pfingstberg in Potsdam

Das Theodor-Fontane-Archiv ist eine wissenschaftliche Einrichtung der Philosophischen Fakultät der Universität Potsdam mit Sitz in der Villa Quandt in Potsdam. Im Zentrum seiner Arbeit als Literaturarchiv stehen Person und Werk des Schriftstellers Theodor Fontane. Es ist ein geschütztes Kulturgut nach der Haager Konvention. Das Theodor-Fontane-Archiv wurde 2001 als Kultureller Gedächtnisort von besonderer nationaler Bedeutung in das Blaubuch der Bundesregierung aufgenommen.
Die Aufgabe des Archivs besteht darin, Handschriften, Literatur und andere Medien zu Fontane und seiner Zeit zu sammeln, zu erschließen und durch eine Präsenzbibliothek, Publikationen und Veranstaltungen der Forschung und Öffentlichkeit zugänglich zu machen. Als gemeinsames Publikationsorgan des Theodor-Fontane-Archivs und der Theodor Fontane Gesellschaft e. V. erscheint halbjährlich die Zeitschrift Fontane Blätter.

## Geschichte
Das Theodor-Fontane-Archiv wurde 1935 als Literaturarchiv für die Provinz Brandenburg gegründet. Der Gründung war der Ankauf des noch im Familienbesitz befindlichen Teilnachlasses Fontanes durch die Brandenburgische Provinzialverwaltung vorausgegangen.
Das Theodor-Fontane-Archiv nahm unmittelbar nach der Gründung seine Sammlungstätigkeit auf und konnte bis in die Kriegsjahre hinein seine Bestände beträchtlich erweitern. Im letzten Kriegsjahr kam es im Zuge der Auslagerungen zu erheblichen Verlusten an Beständen, deren Verbleib bis heute nicht geklärt werden konnte.
Nach 1948 wurde das Fontane-Archiv als Abteilung der Landes- und Hochschulbibliothek Brandenburg weitergeführt, seit 1969 als Abteilung der Deutschen Staatsbibliothek Berlin (DDR). In den Jahren nach 1989 wurde die drohende Auflösung des Fontane-Archivs durch seine Neugründung als selbständige Einrichtung des Landes Brandenburg abgewendet. Seit 1992 konnte es sich durch seine wissenschaftliche Arbeit und durch beträchtliche Erwerbungen als national bedeutendes Literaturarchiv profilieren und seine Sammlungen erheblich erweitern.
Seit 2007 war das Archiv verwaltungstechnisch an das Brandenburgische Landeshauptarchiv angegliedert. Im selben Jahr bezog es die für die Nutzung durch das Archiv sanierte Villa Quandt am Potsdamer Pfingstberg. Am 1. Juli 2014 wurde das Theodor-Fontane-Archiv als wissenschaftliche Einrichtung der Philosophischen Fakultät an die Universität Potsdam angegliedert.

## Leiter
- 1935–1945(?): Hermann Fricke
- 1950–1980: Joachim Schobeß
- 1980–1987: Otfried Keiler
- 1987–1995: Manfred Horlitz
- 1996: Peter Schaefer (kommissarischer Leiter)
- 1996-März 2017: Hanna Delf von Wolzogen[2]
- seit April 2017: Peer Trilcke

## Bestände
Die Handschriftensammlung des Theodor-Fontane-Archivs umfasst gegenwärtig mehrere tausend Blatt Originalhandschriften Fontanes, darunter
- der Splitternachlass der Romane und Erzählungen,[3]
- Auszüge aus den Wanderungen durch die Mark Brandenburg
- Manuskripte von Gedichten, Kritiken und Essays
- die Tage- und Haushaltsbücher

Darüber hinaus besitzt das Archiv Briefe von und an Fontane sowie Fontanes Umkreisbriefe. Außerdem enthält die Sammlung des Archivs ca. 12.000 Blatt Abschriften und Kopien von zum Teil verschollenen Handschriften Fontanes.
Neben dem Teilnachlass Fontanes gibt es im Theodor-Fontane-Archiv weitere Vor- und Nachlässe von Personen, die mit der Erschließung und Erforschung seines Werkes und seiner Zeit in Beziehung stehen, insbesondere ist das Archiv des von Fontanes Sohn Friedrich geführten Verlages F. Fontane & Co. zu nennen.
Schließlich besitzt das Theodor-Fontane-Archiv eine Sammlung von ca. 1.500 Bilddokumenten (Fotografien, Gemälden, Drucken), darunter Porträts von Fontane in verschiedenen Lebensaltern und Fotografien seiner Familie oder von Vorbildern seiner Romanfiguren.
Besonders wertvolle Teile des Bibliotheksbestands des Theodor-Fontane-Archivs stellen die Erstdrucke und Erstausgaben der Werke Fontanes sowie die 148 Bände aus Fontanes eigener Bibliothek dar.
Die Handschriftensammlung und der Bibliotheksbestand des Theodor-Fontane-Archivs werden durch kontinuierliche Erwerbungstätigkeit fortlaufend erweitert.